# Saint-Just-la-Pendue
Saint-Just-la-Pendue és un municipi francès situat al departament del Loira i a la regió d'Alvèrnia-Roine-Alps. L'any 2007 tenia 1.523 habitants.

## Demografia

### Població
El 2007 la població de fet de Saint-Just-la-Pendue era de 1.523 persones. Hi havia 636 famílies de les quals 188 eren unipersonals (80 homes vivint sols i 108 dones vivint soles), 240 parelles sense fills, 168 parelles amb fills i 40 famílies monoparentals amb fills.
La població ha evolucionat segons el següent gràfic:
Habitants censats

### Habitatges
El 2007 hi havia 789 habitatges, 633 eren l'habitatge principal de la família, 73 eren segones residències i 83 estaven desocupats. 716 eren cases i 73 eren apartaments. Dels 633 habitatges principals, 457 estaven ocupats pels seus propietaris, 166 estaven llogats i ocupats pels llogaters i 10 estaven cedits a títol gratuït; 5 tenien una cambra, 21 en tenien dues, 82 en tenien tres, 230 en tenien quatre i 295 en tenien cinc o més. 420 habitatges disposaven pel capbaix d'una plaça de pàrquing. A 297 habitatges hi havia un automòbil i a 245 n'hi havia dos o més.

### Piràmide de població
La piràmide de població per edats i sexe el 2009 era:
| Homes | Edats   | Dones |
| ----- | ------- | ----- |
| 0     | 95 o +  | 4     |
| 8     | 90 a 94 | 16    |
| 12    | 85 a 89 | 36    |
| 16    | 80 a 84 | 24    |
| 28    | 75 a 79 | 48    |
| 40    | 70 a 74 | 56    |
| 48    | 65 a 69 | 56    |
| 52    | 60 a 64 | 44    |
| 36    | 55 a 59 | 40    |
| 48    | 50 a 54 | 68    |
| 56    | 45 a 49 | 32    |
| 12    | 40 a 44 | 36    |
| 60    | 35 a 39 | 28    |
| 52    | 30 a 34 | 36    |
| 44    | 25 a 29 | 52    |
| 44    | 20 a 24 | 56    |
| 44    | 15 a 19 | 24    |
| 24    | 10 a 14 | 24    |
| 28    | 5 a 9   | 20    |
| 28    | 0 a 4   | 24    |

## Economia
El 2007 la població en edat de treballar era de 823 persones, 593 eren actives i 230 eren inactives. De les 593 persones actives 543 estaven ocupades (292 homes i 251 dones) i 50 estaven aturades (18 homes i 32 dones). De les 230 persones inactives 116 estaven jubilades, 56 estaven estudiant i 58 estaven classificades com a «altres inactius».

### Ingressos
El 2009 a Saint-Just-la-Pendue hi havia 639 unitats fiscals que integraven 1.499,5 persones, la mediana anual d'ingressos fiscals per persona era de 15.893 €.

### Activitats econòmiques
Dels 62 establiments que hi havia el 2007, 1 era d'una empresa extractiva, 3 d'empreses alimentàries, 9 d'empreses de fabricació d'altres productes industrials, 9 d'empreses de construcció, 11 d'empreses de comerç i reparació d'automòbils, 2 d'empreses de transport, 3 d'empreses d'hostatgeria i restauració, 3 d'empreses financeres, 2 d'empreses immobiliàries, 4 d'empreses de serveis, 7 d'entitats de l'administració pública i 8 d'empreses classificades com a «altres activitats de serveis».
Dels 18 establiments de servei als particulars que hi havia el 2009, 1 era una oficina de correu, 2 oficines bancàries, 1 funerària, 2 tallers de reparació d'automòbils i de material agrícola, 3 guixaires pintors, 1 lampisteria, 2 electricistes, 3 perruqueries i 3 restaurants.
Dels 6 establiments comercials que hi havia el 2009, 1 era una botiga de més de 120 m², 1 una botiga de menys de 120 m², 1 una fleca, 1 una carnisseria, 1 una llibreria i 1 un drogueria.
L'any 2000 a Saint-Just-la-Pendue hi havia 57 explotacions agrícoles que ocupaven un total de 1.012 hectàrees.

## Equipaments sanitaris i escolars
El 2009 hi havia 1 hospital de tractaments de curta durada, 1 hospital de tractaments de mitja durada (seguiment i rehabilitació), 1 farmàcia i 1 ambulància.
El 2009 hi havia 2 escoles elementals.

## Poblacions més properes
El següent diagrama mostra les poblacions més properes.